# Anansus debakkeri
Espèce
Anansus debakkeri est une espèce d'araignées aranéomorphes de la famille des Pholcidae.

## Distribution
Cette espèce est endémique du Congo-Kinshasa. Elle se rencontre au Bas-Congo.

## Description
Le mâle holotype mesure 1,20 mm.

## Étymologie
Cette espèce est nommée en l'honneur de Domir De Bakker.

## Publication originale
- Huber, 2007 : Two new genera of small, six-eyed pholcid spiders from West Africa, and first record of Spermophorides for mainland Africa (Araneae: Pholcidae). Zootaxa, no 1635, p. 23-43.